# Extraverze a introverze
Extraverze a introverze jsou dva protichůdné rysy lidské povahy a osobnosti, podle toho, zda se obrací převážně navenek, do svého okolí, anebo do vlastního nitra. Podle Pavla Říčana znamená extraverze "obrácení navenek, vlastnost projevující se zálibou ve společnosti, vyhledáváním silných podnětů atd. Jejím opakem je introverze." Existuje i ambiverze, jež má rysy extraverze a introverze zároveň (např. člověk je extravertní v blízkém okolí a introvertní vůči ostatním). Tyto charakteristiky patří k základním rysům osobnosti a pracuje s nimi řada psychologických teorií. Vypovídá o směru, odkud jedinec čerpá životní energii a kam ji nejčastěji vydává.

## Pojem
Obě slova jsou odvozena z latiny, kde extra znamená navenek, intra znamená dovnitř a vertere, versus, obrácený. Slovní forma extravert je bližší původní latinské, v současné době je přesto jazykově menšinová alternativní forma slova extrovert, Český národní korpus na svých stránkách ukazuje, že i v českém jazyce je slovo extrovert několikanásobně častější než extravert.

## Charakteristiky
Extraverti (také extroverti) jsou osoby, které čerpají energii a inspiraci především z okolního světa. Jsou hovorní (rádi mluví i jen tak pro radost), zbožňují a často vyhledávají společnost (nutno podotknout, že společnost taktéž zbožňuje je samotné), nebo když se kolem nich něco aktuálního děje. Mají tendenci nejdřív jednat, pak myslet (nebo obojí současně), jednají rychle (někdy neuváženě) a jsou vstřícnější ke změnám. Naopak je stresuje a vyčerpává klid a nedostatek vnějších podnětů. Méně majetní extroverti více utrácejí.
Introverti jsou naopak ti, kteří čerpají energii ze svého vnitřního světa pocitů, myšlenek a prožitků. Bývají méně hovorní než extraverti (většinou tehdy, když chtějí říct něco, co je pro ně relevantní, nemají rádi tzv. společenskou konverzaci) a jsou více přemýšliví. Mají rádi duševní klid a soukromí. Bývají uvážliví, jednají až poté, co si své jednání předem promysleli a obhlédli situaci. Pobyt ve (větší) společnosti nebo přemíra vnějších podnětů je dlouhodobě více stresuje a vyčerpává.

## Extravert, introvert a hippokratovské osobnostní typy
- introvert – flegmatik, melancholik
- extravert – sangvinik, cholerik
- ambivert – jejich kombinace

### Socionika a extravert vs. introvert
Typologie osobnosti zvaná socionika, která vychází z výzkumů Carla Gustava Junga, jasně definuje introverzi a extraverzi. Je to aspekt získávání energie.
Extravert je typ člověka, jenž získává energii z vnějšího světa, tzn. z okolí. V okolí mohou a nemusí být lidé. Záleží, jestli je extrovert logický nebo etický.
Introvert je typ člověka, který získává energii z vnitřního světa, tzn. ze sebe. To, jestli se účastní společenských akcí či vyhledává lidi, záleží na tom, jestli je introvert logický, anebo etický. Introvert etický v mnohem větší míře vyhledává lidskou společnost.